# Miozyna

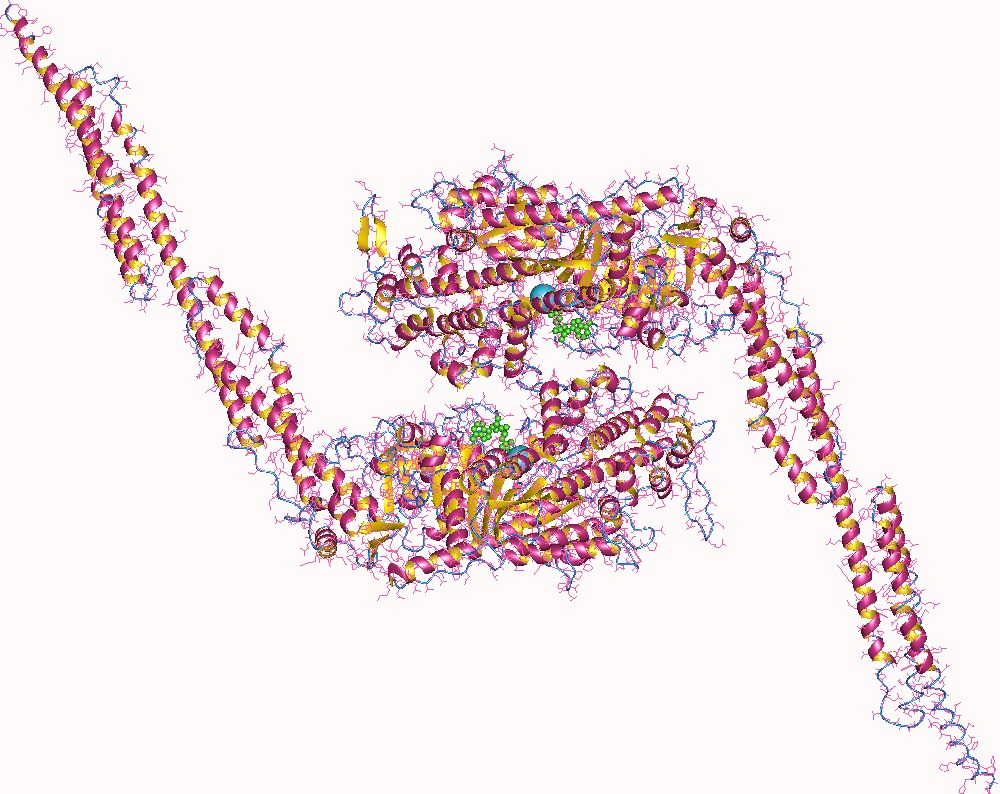
Model struktury miozyny HC (fragment, dimer, Dictyostelium discoideum)

Miozyna – białko wchodzące w skład kurczliwych włókien grubych w komórkach, zwłaszcza w mięśniach. Bierze udział w konstrukcji sarkomeru składającego się z włókien cienkich (zawierających aktynę), grubych i elastyny. Miofilamenty grube składają się z cząsteczek miozyny, przy czym jedna pojedyncza cząsteczka jest zróżnicowana na głowę i ogon. Miofilamenty grube są przyczepione do linii M. Równolegle ułożone włókna miozyny, które silnie załamują światło, są widoczne pod mikroskopem w postaci ciemnych fragmentów zwanych prążkami A (anizotropowymi). Odcinki słabiej i mocniej załamujące światło są ułożone regularnie i naprzemiennie, na tym samym poziomie w poszczególnych miofibrylach, stąd wyraźnie widoczne poprzeczne prążkowanie.
Miozyna była jednym z pierwszych białek o poznanej sekwencji aminokwasów, sekwencji mRNA, oraz oznaczonej konformacji przestrzennej łańcucha polipeptydowego. Podobne białkowe włókna biorą też udział w procesie kariokinezy, separując chromosomy przyczepione do włókien kariokinetycznych w kierunku centromerów.
Miozyna jest złożona z dwóch łańcuchów polipeptydowych.